# Чириково (Владимирская область)
Чириково — село в Суздальском районе Владимирской области России. Входит в Боголюбовское сельское поселение.

## География
Село расположено в 9 км на северо-восток от центра поселения посёлка Боголюбово и в 14 км на северо-восток от Владимира. 

## История

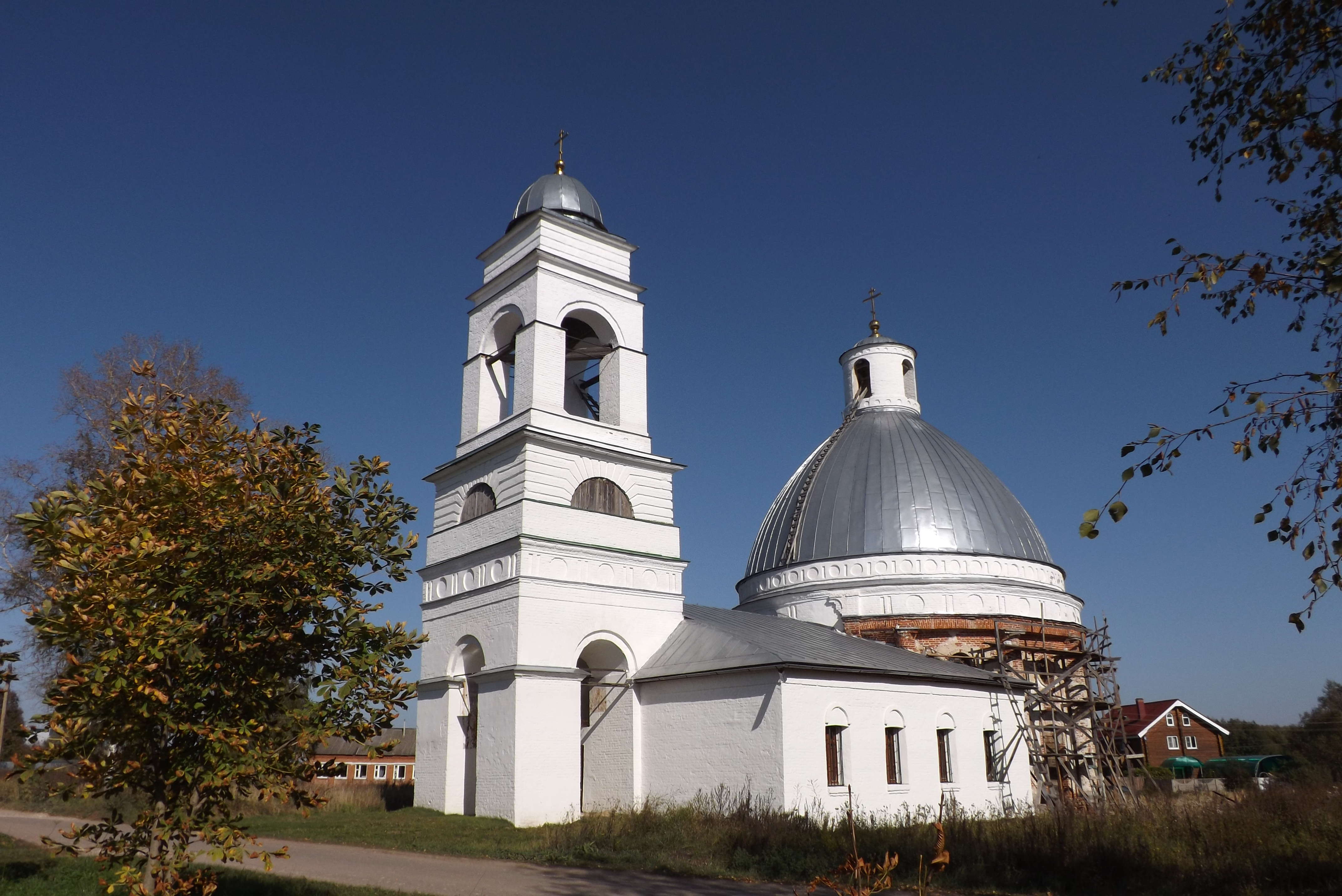
Церковь Георгиевская. 2015 год

В патриарших окладных книгах под 1628 годом записана «церковь страстотерпца Христова Георгия в селе Чирикове». В 1696 году вместо этой церкви была построена новая и освящена также во имя святого великомученика Георгия. В 1816 году на средства помещицы Репьевой в Чирикове построена каменная церковь, которая существует и в настоящее время. К этой каменной церкви в 1857 году пристроена теплая трапеза; колокольня каменная, построена одновременно с церковью. Престолов в церкви три: в холодной – во имя святого великомученика Георгия, а в трапезе теплой – в честь Казанской иконы Божией Матери и во имя святого Николая чудотворца. В 1893 году приход состоял из села Чирикова и деревень Доржева и Катраихи, в коих по клировым ведомостям числится 284 души мужского пола и 323 женского. В 1883 году в Чирикове местным священником была открыта церковно-приходская школа, а в 1887 году школа воскресная.
В конце XIX — начале XX века село входило в состав Боголюбовской волости Владимирского уезда.
С 1929 года село входило в состав Добрынского сельсовета Владимирского района, с 1965 года — в составе Лемешенского сельсовета Суздальского района.

## Население
| 1859 | 1926 |
| ---- | ---- |
| 246  | 371  |

| 1859 | 1905 | 1926 | 2002 | 2010 | 2021 |
| ---- | ---- | ---- | ---- | ---- | ---- |
| 246  | ↗388 | ↘371 | ↘29  | ↗34  | ↗39  |

## Промышленность
В селе расположена Суздальская пивоваренная компания.